# Почесна відзнака Харківської обласної ради «Слобожанська слава»
Почесна відзнака Харківської обласної ради «Слобожанська слава» — пам'ятна відзнака, якою можуть бути нагороджені громадяни України, трудові колективи підприємств, установ, організацій, громадяни інших держав за визначні заслуги у розбудові Харківського регіону, його економічної, науково-технічної, військової, гуманітарної, соціально-культурної сфер, вихованні дітей, у захисті державних і регіональних інтересів, піднесенні міжнародного авторитету Харківської області, за благодійну, милосердну, громадську діяльність на благо Харківщини.
Нагородження проводиться за розпорядженням голови Харківської обласної ради за поданням постійних комісій Харківської обласної ради. Клопотання про нагородження подаються гласно, за ініціативою постійних комісій, установ, організацій, незалежно від форм власності, органів місцевого самоврядування, підприємств (об'єднань), громадських організацій, трудових колективів, військових частин. Нагородженим разом з Почесною відзнакою вручається посвідчення.